# Municipio de Marshall (condado de Saline)
El municipio de Marshall (en inglés: Marshall Township) es un municipio ubicado en el condado de Saline en el estado estadounidense de Misuri. En el año 2010 tenía una población de 14595 habitantes y una densidad poblacional de 51,67 personas por km².

## Geografía
El municipio de Marshall se encuentra ubicado en las coordenadas 39°7′23″N 93°12′0″O / 39.12306, -93.20000. Según la Oficina del Censo de los Estados Unidos, el municipio tiene una superficie total de 282.45 km², de la cual 281.17 km² corresponden a tierra firme y (0.45%) 1.28 km² es agua.

## Demografía
Según el censo de 2010, había 14595 personas residiendo en el municipio de Marshall. La densidad de población era de 51,67 hab./km². De los 14595 habitantes, el municipio de Marshall estaba compuesto por el 80.98% blancos, el 7.08% eran afroamericanos, el 0.39% eran amerindios, el 0.63% eran asiáticos, el 1.08% eran isleños del Pacífico, el 7.06% eran de otras razas y el 2.79% pertenecían a dos o más razas. Del total de la población el 12.13% eran hispanos o latinos de cualquier raza.